# Cherofobia (singolo)
Cherofobia è un singolo della cantante italiana Martina Attili pubblicato il 23 novembre 2018.

## Antefatti
Il brano è stato presentato per la prima volta al pubblico durante le audizioni del programma televisivo X Factor, tuttavia venne pubblicato come singolo soltanto alcuni mesi dopo, nel novembre 2016.
Scritto tre anni prima dell'esibizione a X Factor, il brano è dedicato a un ragazzo a cui l'artista non riusciva a dichiararsi.

## Descrizione
La canzone, come suggerisce il titolo, parla della cherofobia, forma di ansia che comporta la paura di essere felici.

## Video musicale
Il 13 dicembre 2018 l'artista pubblica il videoclip sul suo canale YouTube.

## Tracce
1. Cherofobia – 2:51 (testo: Martina Attili – musica: Manuel Agnelli, Enrico Brun)

## Classifiche
| Classifica (2018) | Posizione massima |
| ----------------- | ----------------- |
| Italia            | 2                 |